# Jane Rochford
Jane Parker, o Jane Bolena (Boleyn), vizcondesa de Rochford (c. 1505 – 13 de febrero de 1542), fue una noble inglesa, cuñada de Enrique VIII. Era la esposa de George Boleyn, el hermano de Ana Bolena, segunda esposa del rey, además de dama de compañía de las cinco primeras esposas de Enrique VIII. Su testimonio fue clave para que Ana Bolena y su hermano fueran ejecutados por incesto y traición. Murió en 1542, decapitada por alta traición junto con Catalina Howard, la quinta esposa de Enrique VIII, a la que había ayudado en sus aventuras amorosas.

## Nacimiento
Jane Parker, por su nombre de soltera, fue hija de Henry Parker, décimo barón de Morley, y de Alice St. John, hija mayor de sir John St. John. Nació en Norfolk, Inglaterra alrededor del año 1505 en el seno de una familia adinerada, bien relacionada, políticamente activa y respetada entre la clase alta inglesa. Su padre fue un intelectual con un gran interés en la cultura y la educación.

## Juventud y relación conCatalina de Aragón
Fue enviada a la corte en su adolescencia, antes de cumplir los quince años, donde fue asignada al séquito de Catalina de Aragón, esposa de Enrique VIII en ese momento. Es recordada por haber sido acompañante real en la fiesta de la famosa visita de estado a Francia en 1520, que fue conocida como “The Field of the Cloth of Gold” (el campo de la tela de oro).
No han llegado retratos de Jane hasta nuestros días, por lo que no se sabe con seguridad qué aspecto tenía. Se cree, no obstante, que era bella, dado que fue escogida para encarnar a una de las siete virtudes femeninas en la famosa obra “Château Vert”, estrenada en la corte en 1522. El grupo lo dirigía la princesa María, hermana de Enrique VIII, y entre las bailarinas estaban María y Ana Bolena.

## Matrimonio

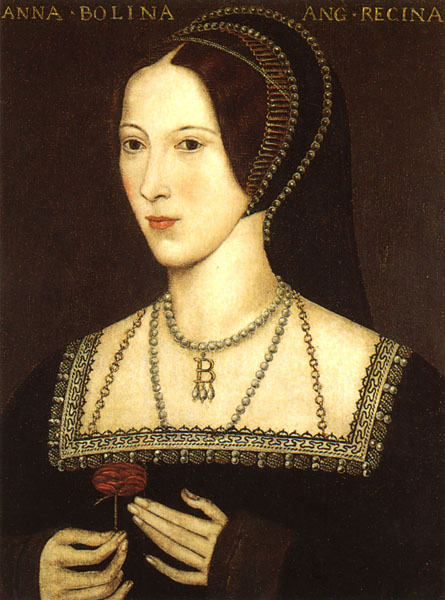
Retrato de Ana Bolena, cuñada de Jane y reina de Inglaterra, segunda esposa de Enrique VIII

A finales de 1524 o principios de 1525 se casó con George Boleyn, vizconde de Rochford y hermano de Ana Bolena, quien sería más tarde la segunda esposa del rey Enrique VIII. En esa época, Ana todavía no tenía relaciones con el rey, aunque ya era muy popular entre la alta sociedad.
Por su boda, el rey regaló a Jane y George la mansión de Grimston Manor en Norfolk. Se convirtió en vizcondesa de Rochford por matrimonio, y desde entonces se conoció en la corte (y en los escritos de historiadores posteriores) como lady Rochford. Al aumentar la riqueza e influencia de la familia Bolena, la pareja tomó el palacio de Beaulieu como residencia principal, que decoraron con una elegante capilla, una cancha de tenis, un baño con agua corriente caliente y fría, alfombras importadas, muebles de caoba y una considerable colección de objetos de plata.
El matrimonio de Jane y George se ha considerado siempre desdichado. Un historiador moderno sugirió que Jorge Bolena era homosexual, lo que explicaría su infelicidad. En la ficción, George se suele retratar como un marido que engañaba a su esposa con mujeres y hombres. La historiadora británica Alison Weir concluyó que el matrimonio era infeliz, principalmente a causa de George, aunque reconoce que es difícil concluir su inclinación sexual: “[un] talentoso joven… muy apuesto y promiscuo. De hecho, según George Cavendish, llevó una vida desenfrenada, forzando viudas, desflorando vírgenes… se cree que también se permitía actividades homosexuales, aunque no hay evidencia de esto último…”. Sin embargo, el biógrafo más reciente de Jane discrepa de estos argumentos y concluye que la verdadera naturaleza del matrimonio no está clara, aunque sugiere que no era infeliz en absoluto.
La exacta naturaleza de su relación con su hermana política Ana Bolena tampoco está clara y no hay ninguna evidencia de su relación con la otra hermana de su marido, María Bolena, con quien había estado en la corte desde la adolescencia. Se suele creer que Jane no sentía simpatía por Ana, probablemente por celos o envidia. A pesar de todo, Jane conspiró con Ana para expulsar de la corte a una de las amantes del rey en 1534. Cuando el rey descubrió su participación en esta intriga, la propia Jane fue expulsada de la corte durante unos meses.

## Papel en la ejecución de su marido
Después de once años de matrimonio, en mayo de 1536 George fue arrestado y encerrado en la Torre de Londres, acusado de mantener relaciones sexuales con su hermana, la reina Ana. Supuestamente, Jane acusó a su esposo de incesto y traición, declarando estar convencida de que él y Ana mantenían relaciones sexuales desde el invierno de 1535, lo que dejaba implícito que George era el padre del bebé que había perdido la reina a principios de 1536. Según la inmensa mayoría de los testigos de la época, no había ninguna verdad en rumores, pero proporcionaron el pretexto legal que los enemigos de los Bolena necesitaban para enviar a lord Rochford al cadalso.
El sensacional testimonio de Jane en contra de su marido podría haber sido un acto de maldad, debido posiblemente a los celos que sentía de Ana. Ciertamente ésta fue la conclusión a la que llegaron sus contemporáneos y los historiadores posteriores. En la actualidad, esta visión ha entrado a formar parte de la cultura popular a través de retratos ficticios de la vida de Jane, entre ellos dos novelas, Vengeance is mine de Brandy Purdy y The Boleyn Inheritance de Phillipa Gregory, aunque es dudosa la exactitud histórica de ambas. En estas novelas, el violento resentimiento de Jane hacia Ana la lleva a la desintegración psicológica –se la retrata como un ser trastornado y obsesivamente celoso en Vengeance is mine y casi enfermizamente amoral en The Boleyn Inheritance. En ambas novelas se la presenta como una voyerista sexual.
Más seriamente, las generaciones posteriores de historiadores también creyeron que el testimonio de Jane en contra de su esposo y hermana política en 1536 fue motivado por el rencor más que por sus acciones, de ahí su mala reputación histórica. En la generación posterior a los hechos, George Wyatt, cuyo padre Thomas Wyatt el joven había conocido a los Bolena personalmente, describió a Jane como “una esposa maquiavélica, que acusó a su propio marido hasta el punto de buscar el derramamiento de su propia sangre”. Un siglo después, un historiador inglés afirmó que la razón del testimonio de Jane en contra de ellos se debió al “odio inveterado” de Jane por Ana, producto de la envidia que sentía de las aptitudes sociales de la reina y los celos que le provocaba el hecho de que George prefiriera la compañía de su hermana a la de su esposa. Algunos historiadores británicos de los siglos XVIII y XIX han señalado que la violenta muerte de Jane en 1542 fue un caso de justicia poética, ya que “la infame lady Rochford… se merecía en justicia su destino por el interés que había puesto en lleva a Ana, junto con su propio esposo, al cadalso”.
Julia Fox, única biógrafa moderna de Jane rechaza esta negativa visión, y por el contrario cree que Jane gozó de una buena relación con la reina Ana, y fue el terror provocado por la conjura palaciega contra los Bolena lo que dio lugar al testimonio de Jane, tergiversado por los enemigos de su familia. Sobre la caída de los Bolena, Fox escribe:

“Lady Rochford se vio arrastrada a un torbellino de intrigas, ambigüedades y especulaciones. Para cuando Cromwell fue en busca de Jane, ya tenía una gran parte de lo que necesitaba, no sólo para hacer caer a Ana y a su círculo, sino también para facilitar el matrimonio del rey con Juana Seymour… Frente a preguntas tan implacables e incesantes, que no tenía más remedio que responder, Jane habría buscado en su memoria cualquier incidente que pudiera recordar, por mínimo que fuera… Si no se hubiera apresurado a contestar, sino que hubiera cedido bajo la presión del incesante interrogatorio... Y fue su debilidad bajo interrogatorio la que le dio a sus futuros detractores –encantados de hallar una cabeza de turco para exonerar al rey del atroz cargo de matar cruelmente a su esposa inocente– la munición para mantener que era su testimonio lo que había engañado a Enrique, y destruido a Ana y George…”.

## Viudez
George Boleyn fue decapitado en Tower Hill el 17 de mayo de 1536 ante una gran multitud. Dedicó su discurso final principalmente a promover su nueva fe protestante. Con él fueron ejecutados cuatro hombres más, uno de ellos plebeyo, también acusados de ser amantes de Ana Bolena. Solo confesó el plebeyo, Mark Smeaton, músico, y lo hizo bajo feroces torturas (los miembros de la aristocracia y la baja nobleza no podían ser legalmente torturados). Ana fue ejecutada dos días después, decapitada por un verdugo francés, hábil con la espada, dentro del recinto de la Torre de Londres. La historiadora Julia Fox describe la muerte de Ana como “su última representación”. El aplomo y valor que mostró en el patíbulo dio lugar a muchos comentarios, y en las semanas posteriores, la opinión pública “convirtió a Ana en una heroína perseguida, brillante en su sabiduría y bondad de mujer joven, hermosa y elegante”. No se sabe si Jane presenció la ejecución de su esposo o de su hermana política, pero la compasión póstuma que despertó Ana en la gente significó que los implicados en su caída adquirieran el papel de malvados. Según la historiadora Julia Fox, esta actitud explica que las acciones de Jane se interpretaran como una conspiración nacida de la crueldad y los celos.
Independientemente de la posible participación de Jane en la caída de los Bolena, las consecuencias fueron devastadoras para ella, tanto en el ámbito financiero como en el social. Las tierras que los Bolena habían adquirido durante el reinado de Ana y durante las cuatro generaciones anteriores, incluyendo los títulos de conde de Wiltshire y de Ormond solo podían heredarse por línea masculina, y la muerte de George significó su pérdida para la familia. Jane mantuvo el título de vizcondesa de Rochford pero al no tener hijos, no pudo beneficiarse de lo que quedaba de la fortuna de la familia Bolena.

## Intrigas políticas posteriores

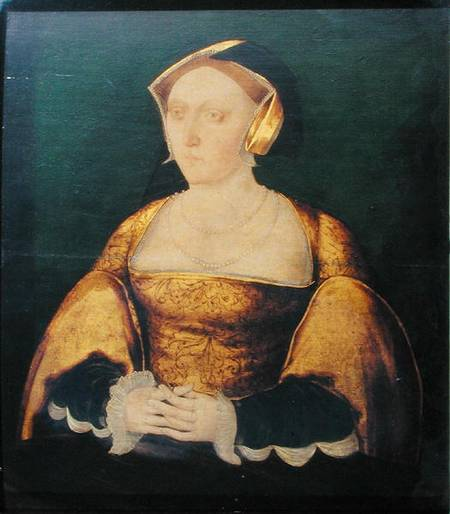
retrato póstumo de Jane Seymour, tercera esposa de Enrique VIII.

Después de la ejecución de su marido, lady Rochford estuvo ausente de la corte durante un tiempo. Jane invirtió ese tiempo en estabilizar su situación financiera, que logró negociando con su suegro, Thomas Bolena, pero sobre todo con Thomas Cromwell, primer ministro del rey. Los Bolena acabaron por asignarle una considerable pensión anual de £100, lo mismo que habían dado a su hija mayor, María, cuando al enviudar ocho años antes. Esta cantidad de dinero era mucho menor a la que percibía como cuñada de la reina consorte Ana, pero suficiente para vivir conforme a su rango, lo que era esencial si pensaba regresar a la corte, algo que Jane se esforzó en conseguir durante los años 1536 y 1537. Se desconoce una fecha exacta de su regreso a la corte, pero se sabe que lo hizo como dama de honor de la reina Jane Seymour, lo que significa que volvió dentro del año siguiente a la muerte de su esposo. Como vizcondesa, se le permitió traer un grupo de sirvientes con ella, alojándose en palacio como Lady Rochford. Su manutención corría a cargo del presupuesto de la casa de la reina.

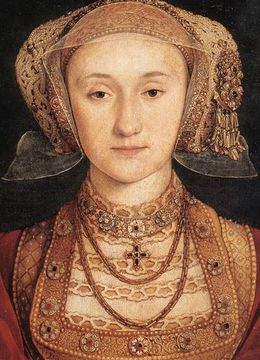
El testimonio de lady Rochford fue esencial para conseguir la anulación del matrimonio de Enrique VIII y Ana de Cleves.

Tras la muerte de Jane Seymour, el rey se casó con una princesa alemana, Ana de Cleves. Lady Rochford testificó en julio de 1540 que la reina le había confiado que su matrimonio no se había consumado. Esto permitió a Enrique anular su unión con Ana de Cleves y casarse con su amante adolescente, Catalina Howard, prima de Ana Bolena, y por lo tanto, emparentada con Lady Rochford.

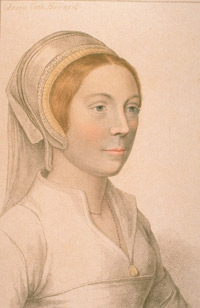
Catalina Howard, reina de Inglaterra. Jane Rochford actuó de alcahueta en su aventura con Thomas Culpepper

Lady Rochford mantuvo su puesto como dama de honor de la nueva reina y ejerció una considerable influencia sobre ella, convirtiéndose en una de sus favoritas. Cuando la joven reina se cansó de su viejo y obeso marido, fue lady Rochford quien organizó los encuentros entre Catalina y el apuesto cortesano Thomas Culpeper, aunque existen dudas en cuanto a si realmente esta relación llegó a ser sexual. La aventura prosperó con ayuda de Lady Rochford durante la visita real al norte en 1541. En otoño se descubrieron las indiscreciones de la reina y se inició una investigación en torno a su vida privada. 
La reina fue confinada en sus aposentos y luego enviada bajo arresto domiciliario a la Abadía de Syon, un convento en desuso alejado de la corte. Se interrogó a sus confidentes y sirvientes y se registraron sus aposentos. Muchos de los sirvientes y damas de honor recordaron haber notado un sospechoso comportamiento de Lady Rochford con Catalina y Culpepper, lo que llevó a la detención de Jane para ser interrogada. 
Finalmente se descubrió una carta de amor de Catalina a Culpepper en la que se mencionaba explícitamente el papel de Jane Rochford en los encuentros de la pareja, lo que representaba un delito menor de traición, que en la Inglaterra de los Tudor conllevaba la pena de muerte. Jane fue encarcelada en la Torre de Londres.

## Caída y ejecución
Durante su cautiverio en la Torre, fue interrogada con insistencia, pero sin sufrir tortura por su condición de aristócrata. Sin embargo, parece ser que sufrió un colapso nervioso, y a comienzos de 1542 fue declarada demente. Esta condición la inhabilitaba para ser legalmente sometida a juicio por su papel en el adulterio de la reina. Sin embargo, el rey estaba determinado a castigarla, por lo que creó una ley que permitía ejecutar a los dementes en caso de alta traición. Jane fue condenada a muerte por acta de proscripción  y se fijó su ejecución para el día 13 de febrero de 1542, el mismo día que Catalina Howard.
La reina murió primero, aparentemente en un débil estado físico, aunque tranquila. Jane, que fue testigo de la muerte de Catalina desde el patíbulo, dirigió unas palabras a los presentes con calma y dignidad. según Alison Weir, la reina rondaba los 17 años en el momento de su muerte y Jane tenía unos 36.
Jane Rochford fue enterrada junto a Catalina Howard en la capilla de San Pedro ad Vincula, en la Torre de Londres, muy cerca de George y Ana Bolena.

## Cine
| Año  | Película                        | Director        | Actriz        |
| ---- | ------------------------------- | --------------- | ------------- |
| 2015 | Wolf Hall (serie de televisión) | Peter Kosminsky | Jessica Raine |
| 2008 | Las Hermanas Bolena             | Justin Chadwick | Juno Temple   |
| 2007 | Los Tudor (TV)                  | Michael Hirst   | Joanne King   |

## Ascendencia
| \| \| \| \| \| \| \| \| \| \| \| \| \| \| \| \| \| \| \| \| 16. \| \| \| \| \| \| \| \| \| \| \| \| \| \| \| \| \| \| \| \| \| \| \| \| \| \| \| \| \| \| \| \| \| \| \| \| \| \| \| \| \| \| \| \| \| \| \| \| \| \| \| \| \| \| 8. \| \| \| \| \| \| \| \| \| \| \| \| \| \| \| \| \| \| \| \| \| \| \| \| \| \| \| \| \| \| \| \| \| \| \| \| \| \| \| \| \| \| \| \| \| \| \| \| \| \| \| \| \| \| 17. \| \| \| \| \| \| \| \| \| \| \| \| \| \| \| \| \| \| \| \| \| \| \| \| \| \| \| \| \| \| \| \| \| \| \| \| \| \| \| \| \| \| \| \| \| \| \| \| \| \| \| \| \| \| 4. \| \| \| \| \| \| \| \| \| \| \| \| \| \| \| \| \| \| \| \| \| \| \| \| \| \| \| \| \| \| \| \| \| \| \| \| \| \| \| \| \| \| \| \| \| \| \| \| \| \| \| \| \| \| 18. \| \| \| \| \| \| \| \| \| \| \| \| \| \| \| \| \| \| \| \| \| \| \| \| \| \| \| \| \| \| \| \| \| \| \| \| \| \| \| \| \| \| \| \| \| \| \| \| \| \| \| \| \| \| 9. \| \| \| \| \| \| \| \| \| \| \| \| \| \| \| \| \| \| \| \| \| \| \| \| \| \| \| \| \| \| \| \| \| \| \| \| \| \| \| \| \| \| \| \| \| \| \| \| \| \| \| \| \| \| 19. \| \| \| \| \| \| \| \| \| \| \| \| \| \| \| \| \| \| \| \| \| \| \| \| \| \| \| \| \| \| \| \| \| \| \| \| \| \| \| \| \| \| \| \| \| \| \| \| \| \| \| \| \| \| 2. Henry Parker, 10.º Barón de Morley (1480 / 1481 - 1556) \| \| \| \| \| \| \| \| \| \| \| \| \| \| \| \| \| \| \| \| \| \| \| \| \| \| \| \| \| \| \| \| \| \| \| \| \| \| \| \| \| \| \| \| \| \| \| \| \| \| \| \| \| \| 20. \| \| \| \| \| \| \| \| \| \| \| \| \| \| \| \| \| \| \| \| \| \| \| \| \| \| \| \| \| \| \| \| \| \| \| \| \| \| \| \| \| \| \| \| \| \| \| \| \| \| \| \| \| \| 10. William Lovel, séptimo barón de Morley (- 1476) \| \| \| \| \| \| \| \| \| \| \| \| \| \| \| \| \| \| \| \| \| \| \| \| \| \| \| \| \| \| \| \| \| \| \| \| \| \| \| \| \| \| \| \| \| \| \| \| \| \| \| \| \| \| 21. \| \| \| \| \| \| \| \| \| \| \| \| \| \| \| \| \| \| \| \| \| \| \| \| \| \| \| \| \| \| \| \| \| \| \| \| \| \| \| \| \| \| \| \| \| \| \| \| \| \| \| \| \| \| 5. Alice Lovel, 9 baronesa Morley (c. 1467 hasta 1.518) \| \| \| \| \| \| \| \| \| \| \| \| \| \| \| \| \| \| \| \| \| \| \| \| \| \| \| \| \| \| \| \| \| \| \| \| \| \| \| \| \| \| \| \| \| \| \| \| \| \| \| \| \| \| 22. Robert de Morley, sexto barón Morley (1418-43) \| \| \| \| \| \| \| \| \| \| \| \| \| \| \| \| \| \| \| \| \| \| \| \| \| \| \| \| \| \| \| \| \| \| \| \| \| \| \| \| \| \| \| \| \| \| \| \| \| \| \| \| \| \| 11. Alianore de Morley, séptimo baronesa Morley (1442-1476) \| \| \| \| \| \| \| \| \| \| \| \| \| \| \| \| \| \| \| \| \| \| \| \| \| \| \| \| \| \| \| \| \| \| \| \| \| \| \| \| \| \| \| \| \| \| \| \| \| \| \| \| \| \| 23. \| \| \| \| \| \| \| \| \| \| \| \| \| \| \| \| \| \| \| \| \| \| \| \| \| \| \| \| \| \| \| \| \| \| \| \| \| \| \| \| \| \| \| \| \| \| \| \| \| \| \| \| \| \| 1. Jane Parker (c. 1505 a 1542) \| \| \| \| \| \| \| \| \| \| \| \| \| \| \| \| \| \| \| \| \| \| \| \| \| \| \| \| \| \| \| \| \| \| \| \| \| \| \| \| \| \| \| \| \| \| \| \| \| \| \| \| \| \| 24. Juan St John \| \| \| \| \| \| \| \| \| \| \| \| \| \| \| \| \| \| \| \| \| \| \| \| \| \| \| \| \| \| \| \| \| \| \| \| \| \| \| \| \| \| \| \| \| \| \| \| \| \| \| \| \| \| 12. Sir Oliver St. John de Bletsoe, Spelsbury y Tregoze Lydiard \| \| \| \| \| \| \| \| \| \| \| \| \| \| \| \| \| \| \| \| \| \| \| \| \| \| \| \| \| \| \| \| \| \| \| \| \| \| \| \| \| \| \| \| \| \| \| \| \| \| \| \| \| \| 25. Isabel Paullet \| \| \| \| \| \| \| \| \| \| \| \| \| \| \| \| \| \| \| \| \| \| \| \| \| \| \| \| \| \| \| \| \| \| \| \| \| \| \| \| \| \| \| \| \| \| \| \| \| \| \| \| \| \| 6. Sir John St John de Bletso, Spelsbury y Tregoze Lydiard (1426 - 1488) \| \| \| \| \| \| \| \| \| \| \| \| \| \| \| \| \| \| \| \| \| \| \| \| \| \| \| \| \| \| \| \| \| \| \| \| \| \| \| \| \| \| \| \| \| \| \| \| \| \| \| \| \| \| 26. Barón Beauchamp de Bletsoe (bef. 1396 a 1412) \| \| \| \| \| \| \| \| \| \| \| \| \| \| \| \| \| \| \| \| \| \| \| \| \| \| \| \| \| \| \| \| \| \| \| \| \| \| \| \| \| \| \| \| \| \| \| \| \| \| \| \| \| \| 13. Beauchamp Margarita de Bletso, Spelsbury y Tregoze Lydiard (1405/1406 - 1482) \| \| \| \| \| \| \| \| \| \| \| \| \| \| \| \| \| \| \| \| \| \| \| \| \| \| \| \| \| \| \| \| \| \| \| \| \| \| \| \| \| \| \| \| \| \| \| \| \| \| \| \| \| \| 27. Edith Stourton (- 1441) \| \| \| \| \| \| \| \| \| \| \| \| \| \| \| \| \| \| \| \| \| \| \| \| \| \| \| \| \| \| \| \| \| \| \| \| \| \| \| \| \| \| \| \| \| \| \| \| \| \| \| \| \| \| 3. Alice St John \| \| \| \| \| \| \| \| \| \| \| \| \| \| \| \| \| \| \| \| \| \| \| \| \| \| \| \| \| \| \| \| \| \| \| \| \| \| \| \| \| \| \| \| \| \| \| \| \| \| \| \| \| \| 28. \| \| \| \| \| \| \| \| \| \| \| \| \| \| \| \| \| \| \| \| \| \| \| \| \| \| \| \| \| \| \| \| \| \| \| \| \| \| \| \| \| \| \| \| \| \| \| \| \| \| \| \| \| \| 14. Thomas Bradshaigh de Haigh, Lancashire \| \| \| \| \| \| \| \| \| \| \| \| \| \| \| \| \| \| \| \| \| \| \| \| \| \| \| \| \| \| \| \| \| \| \| \| \| \| \| \| \| \| \| \| \| \| \| \| \| \| \| \| \| \| 29. \| \| \| \| \| \| \| \| \| \| \| \| \| \| \| \| \| \| \| \| \| \| \| \| \| \| \| \| \| \| \| \| \| \| \| \| \| \| \| \| \| \| \| \| \| \| \| \| \| \| \| \| \| \| 7. Alice Bradshaigh \| \| \| \| \| \| \| \| \| \| \| \| \| \| \| \| \| \| \| \| \| \| \| \| \| \| \| \| \| \| \| \| \| \| \| \| \| \| \| \| \| \| \| \| \| \| \| \| \| \| \| \| \| \| 30. \| \| \| \| \| \| \| \| \| \| \| \| \| \| \| \| \| \| \| \| \| \| \| \| \| \| \| \| \| \| \| \| \| \| \| \| \| \| \| \| \| \| \| \| \| \| \| \| \| \| \| \| \| \| 15. \| \| \| \| \| \| \| \| \| \| \| \| \| \| \| \| \| \| \| \| \| \| \| \| \| \| \| \| \| \| \| \| \| \| \| \| \| \| \| \| \| \| \| \| \| \| \| \| \| \| \| \| \| \| 31. \| \| \| \| \| \| \| \| \| \| \| \| \| \| \| \| \| \| \| \| \| \| \| \| \| \| \| \| \| \| \| \| \| \| \| \| \| \| \| \| \| \| \| \| \| \| \| \| \| \| \| \| |                                                                                   |  |  |  |  |  |  |  |  |  |  |  |  |  |  |  |
| |                                                                                   |  |  |  |  |  |  |  |  |  |  |  |  |  |  |  |
| | 16.                                                                               |  |  |  |  |  |  |  |  |  |  |  |  |  |  |  |
| |                                                                                   |  |  |  |  |  |  |  |  |  |  |  |  |  |  |  |
| |                                                                                   |  |  |  |  |  |  |  |  |  |  |  |  |  |  |  |
| | 8.                                                                                |  |  |  |  |  |  |  |  |  |  |  |  |  |  |  |
| |                                                                                   |  |  |  |  |  |  |  |  |  |  |  |  |  |  |  |
| |                                                                                   |  |  |  |  |  |  |  |  |  |  |  |  |  |  |  |
| | 17.                                                                               |  |  |  |  |  |  |  |  |  |  |  |  |  |  |  |
| |                                                                                   |  |  |  |  |  |  |  |  |  |  |  |  |  |  |  |
| |                                                                                   |  |  |  |  |  |  |  |  |  |  |  |  |  |  |  |
| | 4.                                                                                |  |  |  |  |  |  |  |  |  |  |  |  |  |  |  |
| |                                                                                   |  |  |  |  |  |  |  |  |  |  |  |  |  |  |  |
| |                                                                                   |  |  |  |  |  |  |  |  |  |  |  |  |  |  |  |
| | 18.                                                                               |  |  |  |  |  |  |  |  |  |  |  |  |  |  |  |
| |                                                                                   |  |  |  |  |  |  |  |  |  |  |  |  |  |  |  |
| |                                                                                   |  |  |  |  |  |  |  |  |  |  |  |  |  |  |  |
| | 9.                                                                                |  |  |  |  |  |  |  |  |  |  |  |  |  |  |  |
| |                                                                                   |  |  |  |  |  |  |  |  |  |  |  |  |  |  |  |
| |                                                                                   |  |  |  |  |  |  |  |  |  |  |  |  |  |  |  |
| | 19.                                                                               |  |  |  |  |  |  |  |  |  |  |  |  |  |  |  |
| |                                                                                   |  |  |  |  |  |  |  |  |  |  |  |  |  |  |  |
| |                                                                                   |  |  |  |  |  |  |  |  |  |  |  |  |  |  |  |
| | 2. Henry Parker, 10.º Barón de Morley (1480 / 1481 - 1556)                        |  |  |  |  |  |  |  |  |  |  |  |  |  |  |  |
| |                                                                                   |  |  |  |  |  |  |  |  |  |  |  |  |  |  |  |
| |                                                                                   |  |  |  |  |  |  |  |  |  |  |  |  |  |  |  |
| | 20.                                                                               |  |  |  |  |  |  |  |  |  |  |  |  |  |  |  |
| |                                                                                   |  |  |  |  |  |  |  |  |  |  |  |  |  |  |  |
| |                                                                                   |  |  |  |  |  |  |  |  |  |  |  |  |  |  |  |
| | 10. William Lovel, séptimo barón de Morley (- 1476)                               |  |  |  |  |  |  |  |  |  |  |  |  |  |  |  |
| |                                                                                   |  |  |  |  |  |  |  |  |  |  |  |  |  |  |  |
| |                                                                                   |  |  |  |  |  |  |  |  |  |  |  |  |  |  |  |
| | 21.                                                                               |  |  |  |  |  |  |  |  |  |  |  |  |  |  |  |
| |                                                                                   |  |  |  |  |  |  |  |  |  |  |  |  |  |  |  |
| |                                                                                   |  |  |  |  |  |  |  |  |  |  |  |  |  |  |  |
| | 5. Alice Lovel, 9 baronesa Morley (c. 1467 hasta 1.518)                           |  |  |  |  |  |  |  |  |  |  |  |  |  |  |  |
| |                                                                                   |  |  |  |  |  |  |  |  |  |  |  |  |  |  |  |
| |                                                                                   |  |  |  |  |  |  |  |  |  |  |  |  |  |  |  |
| | 22. Robert de Morley, sexto barón Morley (1418-43)                                |  |  |  |  |  |  |  |  |  |  |  |  |  |  |  |
| |                                                                                   |  |  |  |  |  |  |  |  |  |  |  |  |  |  |  |
| |                                                                                   |  |  |  |  |  |  |  |  |  |  |  |  |  |  |  |
| | 11. Alianore de Morley, séptimo baronesa Morley (1442-1476)                       |  |  |  |  |  |  |  |  |  |  |  |  |  |  |  |
| |                                                                                   |  |  |  |  |  |  |  |  |  |  |  |  |  |  |  |
| |                                                                                   |  |  |  |  |  |  |  |  |  |  |  |  |  |  |  |
| | 23.                                                                               |  |  |  |  |  |  |  |  |  |  |  |  |  |  |  |
| |                                                                                   |  |  |  |  |  |  |  |  |  |  |  |  |  |  |  |
| |                                                                                   |  |  |  |  |  |  |  |  |  |  |  |  |  |  |  |
| | 1. Jane Parker (c. 1505 a 1542)                                                   |  |  |  |  |  |  |  |  |  |  |  |  |  |  |  |
| |                                                                                   |  |  |  |  |  |  |  |  |  |  |  |  |  |  |  |
| |                                                                                   |  |  |  |  |  |  |  |  |  |  |  |  |  |  |  |
| | 24. Juan St John                                                                  |  |  |  |  |  |  |  |  |  |  |  |  |  |  |  |
| |                                                                                   |  |  |  |  |  |  |  |  |  |  |  |  |  |  |  |
| |                                                                                   |  |  |  |  |  |  |  |  |  |  |  |  |  |  |  |
| | 12. Sir Oliver St. John de Bletsoe, Spelsbury y Tregoze Lydiard                   |  |  |  |  |  |  |  |  |  |  |  |  |  |  |  |
| |                                                                                   |  |  |  |  |  |  |  |  |  |  |  |  |  |  |  |
| |                                                                                   |  |  |  |  |  |  |  |  |  |  |  |  |  |  |  |
| | 25. Isabel Paullet                                                                |  |  |  |  |  |  |  |  |  |  |  |  |  |  |  |
| |                                                                                   |  |  |  |  |  |  |  |  |  |  |  |  |  |  |  |
| |                                                                                   |  |  |  |  |  |  |  |  |  |  |  |  |  |  |  |
| | 6. Sir John St John de Bletso, Spelsbury y Tregoze Lydiard (1426 - 1488)          |  |  |  |  |  |  |  |  |  |  |  |  |  |  |  |
| |                                                                                   |  |  |  |  |  |  |  |  |  |  |  |  |  |  |  |
| |                                                                                   |  |  |  |  |  |  |  |  |  |  |  |  |  |  |  |
| | 26. Barón Beauchamp de Bletsoe (bef. 1396 a 1412)                                 |  |  |  |  |  |  |  |  |  |  |  |  |  |  |  |
| |                                                                                   |  |  |  |  |  |  |  |  |  |  |  |  |  |  |  |
| |                                                                                   |  |  |  |  |  |  |  |  |  |  |  |  |  |  |  |
| | 13. Beauchamp Margarita de Bletso, Spelsbury y Tregoze Lydiard (1405/1406 - 1482) |  |  |  |  |  |  |  |  |  |  |  |  |  |  |  |
| |                                                                                   |  |  |  |  |  |  |  |  |  |  |  |  |  |  |  |
| |                                                                                   |  |  |  |  |  |  |  |  |  |  |  |  |  |  |  |
| | 27. Edith Stourton (- 1441)                                                       |  |  |  |  |  |  |  |  |  |  |  |  |  |  |  |
| |                                                                                   |  |  |  |  |  |  |  |  |  |  |  |  |  |  |  |
| |                                                                                   |  |  |  |  |  |  |  |  |  |  |  |  |  |  |  |
| | 3. Alice St John                                                                  |  |  |  |  |  |  |  |  |  |  |  |  |  |  |  |
| |                                                                                   |  |  |  |  |  |  |  |  |  |  |  |  |  |  |  |
| |                                                                                   |  |  |  |  |  |  |  |  |  |  |  |  |  |  |  |
| | 28.                                                                               |  |  |  |  |  |  |  |  |  |  |  |  |  |  |  |
| |                                                                                   |  |  |  |  |  |  |  |  |  |  |  |  |  |  |  |
| |                                                                                   |  |  |  |  |  |  |  |  |  |  |  |  |  |  |  |
| | 14. Thomas Bradshaigh de Haigh, Lancashire                                        |  |  |  |  |  |  |  |  |  |  |  |  |  |  |  |
| |                                                                                   |  |  |  |  |  |  |  |  |  |  |  |  |  |  |  |
| |                                                                                   |  |  |  |  |  |  |  |  |  |  |  |  |  |  |  |
| | 29.                                                                               |  |  |  |  |  |  |  |  |  |  |  |  |  |  |  |
| |                                                                                   |  |  |  |  |  |  |  |  |  |  |  |  |  |  |  |
| |                                                                                   |  |  |  |  |  |  |  |  |  |  |  |  |  |  |  |
| | 7. Alice Bradshaigh                                                               |  |  |  |  |  |  |  |  |  |  |  |  |  |  |  |
| |                                                                                   |  |  |  |  |  |  |  |  |  |  |  |  |  |  |  |
| |                                                                                   |  |  |  |  |  |  |  |  |  |  |  |  |  |  |  |
| | 30.                                                                               |  |  |  |  |  |  |  |  |  |  |  |  |  |  |  |
| |                                                                                   |  |  |  |  |  |  |  |  |  |  |  |  |  |  |  |
| |                                                                                   |  |  |  |  |  |  |  |  |  |  |  |  |  |  |  |
| | 15.                                                                               |  |  |  |  |  |  |  |  |  |  |  |  |  |  |  |
| |                                                                                   |  |  |  |  |  |  |  |  |  |  |  |  |  |  |  |
| |                                                                                   |  |  |  |  |  |  |  |  |  |  |  |  |  |  |  |
| | 31.                                                                               |  |  |  |  |  |  |  |  |  |  |  |  |  |  |  |
| |                                                                                   |  |  |  |  |  |  |  |  |  |  |  |  |  |  |  |
| |                                                                                   |  |  |  |  |  |  |  |  |  |  |  |  |  |  |  |